# Burg Friedewalde (Petershagen)
Burg Friedewalde ist eine abgegangene Burg im Ortsteil Friedewalde der Stadt Petershagen im Kreis Minden-Lübbecke in Nordrhein-Westfalen.
Die Burg wurde in der Zeit um 1327 gegründet, als der Ort Friedewald („Vredewolt“) erstmals urkundlich erwähnt wurde, war im Besitz der Stadt Minden und diente ihr zur Verteidigung gegen die Landesherren im Norden.
Den städtischen, später Alteburg genannte Teil kaufte die Adelsfamilie Becquer 1687. Im 18. Jahrhundert fiel die Anlage an den Kammerpräsidenten von Bessel, der 1793 einen Neubau errichten ließ. Der Neubau wurde Anfang 19. Jh. zum Pfarrhaus umgebaut. 1913 erfolgte der Abbruch.
Der bischöfliche Burgteil ging 1526 als Lehen an Rudolf von Holle, der bereits vier Jahre später vertrieben wurde. In den 1550er Jahren errichtete der Obrist Georg von Holle in Sichtweite das Haus Himmelreich, das Ende des 19. Jahrhunderts abgerissen wurde. Die Vorwerksbauten waren bereits 1806 niedergelegt worden.
Vermutlich verfügte die einstige Burganlage über ein festes Steinhaus, einen Wassergraben, einen Wall, Zugbrücken und Kanonen. Die Burgstelle ist heute überbaut mit dem Pfarrhaus von Friedewalde.